# 13. Feldartillerie-Brigade (Deutsches Kaiserreich)
Die 13. Feldartillerie-Brigade war ein Großverband der Preußischen Armee.

## Geschichte
Die 13. Feldartillerie-Brigade  hatte ihren Ursprung in der 7. Artillerie-Brigade, die am 16. Juni 1864 durch Trennung der Feldartillerie von der Festungsartillerie gebildet wurde. Am 18. Juli 1872 wurde sie  in 7. Feldartillerie-Brigade umbenannt und das Fußartillerie-Regiment (früher Festungs-Artillerie-Regiment) direkt dem Armee-Korps unterstellt. Dafür wurde das Feldartillerie-Regiment in seinem Bestand erweitert und geteilt. Bezeichnung und Nummer blieben bei den beiden Feldartillerie-Regimentern gleich. Das eine Regiment erhielt den Zusatz „Divisions-Artillerie“ und das andere „Korps-Artillerie“. Dies verdeutlichte ihre Einsatzbestimmung im Kriegsfall. 1874 wurde die vorläufige Organisation („Divisions-Artillerie“ und „Korps-Artillerie“) aufgehoben und jedes Artillerie-Regiment erhielt eine eigene Kennzeichnung.
Mit der Auflösung der Feldartillerie-Inspektionen (AKO-Erlass vom 14. März 1889) wurden die Feldartillerie-Brigaden direkt dem Armee-Korps unterstellt und so wurde sie zum 1. Oktober 1899 in 13. Feldartillerie-Brigade umbenannt und hatte ihren Standort im westfälischen Münster.
Am 16. Februar 1917 wurde sie zum Artillerie-Kommandeur 13 umfunktioniert, dem damit die taktische Führung der gesamten Feld- und schweren Artillerie oblag.
Sie war Teil der 13. Division, die dem VII. Armee-Korps in Münster  zugeordnet war.

### Gliederung
- 1864 bis 1872

Westfälisches Feldartillerie-Regiment Nr. 7 und Westfälisches Festungsartillerie-Regiment Nr. 7
- 1872 bis 1874

Westfälisches Feldartillerie-Regiment Nr. 7 Korps-Artillerie und Westfälisches Feldartillerie-Regiment Nr. 7 Divisions-Artillerie
- 1874 bis 1890

1.  Westfälisches Feldartillerie-Regiment Nr. 7 und 2.  Westfälisches Feldartillerie-Regiment Nr. 22
- 1891 bis 1899

Wie vor, zusätzlich Westphälisches Train-Bataillon Nr. 7
- 1899 bis 1914

2. Westfälisches Feldartillerie-Regiment Nr.22 und Mindensches Feldartillerie-Regiment Nr.58
- Kriegsgliederung bei Mobilmachung 1914

Wie vor
- Kriegsgliederung am 8. März 1918

Mindensches Feldartillerie-Regiment Nr.58 und Fußartillerie-Bataillon Nr. 157

### Deutsch-Französischer Krieg 1870/1781
Mit der Mobilmachung übernahm General Paul von Zimmermann das Kommando über die Brigade und war an der Schlacht bei Gravelotte sowie an  der Belagerung von Metz beteiligt.

### Erster Weltkrieg
Mit Kriegsbeginn wurde die Brigade im Verband der 13. Division  ausschließlich an der Westfront eingesetzt.
Zu den Kampfhandlungen, Gefechten und Schlachten siehe Kampfgeschehen der 13. Division.

### Brigadekommandeure
| Name                            | Datum                                                |
| ------------------------------- | ---------------------------------------------------- |
| 7. Feldartillerie-Brigade       |                                                      |
| Karl von Graberg                | 16. Juni 1864 bis 17. April 1865                     |
| Friedrich Wilhelm von Decker    | 18. April 1865 bis 20. Juli 1870                     |
| Paul von Zimmermann             | 21. Juli 1870 bis 29. November 1872                  |
| Paul von Krenski                | 30. November 1872 bis 29. April 1874                 |
| Hermann von Oppeln-Bronikowski  | 30. April 1874 bis 11. September 1878                |
| Maximilian Alfred von Krieger   | 12. September 1878 bis 17. September 1886            |
| Ernst von Prittwitz und Gaffron | 18. September 1886 bis 31. März 1890                 |
| Robert von Kayser               | 1. April 1890 bis 26. Januar 1892                    |
| Paul von Abel                   | 27. Januar 1892 bis 21. März 1897                    |
| Max von Sluyterman Langeweyde   | 22. März 1897 bis 1. Oktober 1899                    |
| 13. Feldartillerie-Brigade      |                                                      |
| Max von Sluyterman Langeweyde   | 1. Oktober 1899 bis 21. Mai 1900                     |
| Carl von Jägerschmidt           | 22. Mai 1900 bis 14. Juni 1905                       |
| Carl Schütze                    | 15. Juni 1905 bis 16. Mai 1910                       |
| Ernst Sprotte                   | 17. Mai 1910 bis 24. September 1910                  |
| Robert Wischer                  | 25. September 1910 bis 21. März 1914                 |
| Ludwig Karl Klipfel             | 22. März 1914 bis 27. Dezember 1915                  |
| Wilhelm von Groddeck            | 28. Dezember 1915 bis 14. September 1916             |
| Otto von Rosenberg              | 15. September 1916 bis Kriegsende                    |
| Edwin Zunker                    | 23. Januar 1919 bis 28. April 1919 (Demobilisierung) |